# Giorgio Locchi
Giorgio Locchi (Rome, 15 avril 1923 - Poissy, 25 octobre 1992) est un philosophe, essayiste et journaliste italien. Il est considéré comme l'une des figures fondatrices de la Nouvelle droite.

## Biographie
Giorgio Locchi effectue des études de droit à l'université de Rome. Au milieu des années 1950, il s'installe à Paris et devient correspondant du journal Il Tempo.  
Marié à une allemande, il était bilingue depuis sa jeunesse. Au cours de son long séjour à Paris, il acquiert une parfaite maîtrise du français. 
Locchi est l'un des fondateurs du GRECE. Il collabore aux revues Nouvelle École, La Destra, L'Uomo Libero, Éléments, ainsi qu'au quotidien  et Il Secolo d'Italia. 
Il est considéré comme l'un des principaux représentants de la Nouvelle Droite,, jusqu'à sa rupture avec Alain de Benoist, qui aurait été due à la façon dont celui-ci le traitait: Alain de Benoist aurait régulièrement réduit à la portion congrue les contributions de Locchi. Le fait que Locchi a toujours été en désaccord avec la ligne d'« entrisme » dans la presse et les partis de droite libérale, prônée par la majorité du GRECE, a probablement aussi joué un rôle important dans son éloignement.
Il a signé certains de ces textes sous le pseudonyme de Hans-Jürgen Nigra.

## Thèses
Ses travaux portent essentiellement sur la Rome impériale, l’anthropologie, le sur-humanisme, l'essence du fascisme, la Révolution conservatrice allemande, les Indo-européens, Nietzsche, Wagner, Heidegger, Spengler. 
Il a influencé notamment Adriano Romualdi, Guillaume Faye ainsi que Pierre Vial, Pierre Krebs et Robert Steuckers.

### L'essence du fascisme et le sur-humanisme
L'interprétation de Locchi du fascisme est plus philosophique que historique. Ce qui l'intéresse, c'est l'essence du fascisme qui relèverait d'une "tendance époquale" (terme emprunté à Heidegger) profonde: une tendance sur-humaniste (terme préféré à "anti-égalitariste" à cause de sa négativité) qui s'opposerait à 2000 ans de domination de la tendance égalitariste. Le "phénomène fasciste" serait donc la première manifestation politique d'un vaste phénomène spirituel et culturel, dont l'origine remonterait à la seconde moitié du XIXe siècle, et dont les deux grands pôles seraient Nietzsche et Wagner. 

#### Mythes et visions du monde
Pour Locchi, le fascisme n'est pas une idéologie. Il part de la réflexion sur les différents statuts du discours politique et culturel. Au fondement de tout discours, il y a pour lui une vision du monde (Weltanschauung), le "principe premier", le logos de l'une ou l'autre des tendances époquales. Dans sa distribution des différents statuts du discours, il commence par le mythe. Le mythe, selon Locchi, désigne tout discours qui, en se développant par lui-même, crée en même temps son langage, donnant ainsi aux mots un sens nouveau, et qui fait appel, en ayant recours à des symboles, à l'imagination de ceux auxquels il s'adresse. Les éléments structurels d'un mythe s'appellent les mythèmes. Sous les effets du processus historique, l'unité des mythèmes éclate et donne naissance aux idéologies concurrentes.  Ce qui définit le statut du discours, ce qu'il fait qu'il est mythe, ou bien idéologie, ou bien encore théorie, dépend essentiellement du rapport historique que la Weltanschauung de celui qui l'énonce entretient avec la réalité humaine objective et , en premier lieu, avec le langage.

### LaRévolution conservatriceallemande
Contrairement à Armin Mohler et aux autres chercheurs du GRECE, Locchi affirme que le national-socialisme allemand fait partie intégrante de la Révolution conservatrice. Selon Locchi, sans lui, la Révolution Conservatrice serait un domaine aux multiples côtés mais dépourvu de centre. Le national-socialisme aurait affirmé l’essentiel de la tendance historique de la Révolution conservatrice.

### La régénération de l'histoire et le « temps de l'histoire »
Dans ses travaux, Locchi a combattu la notion d'une fin de l'histoire inéluctable. Pour lui, si elle est possible, la régénération de l’histoire l'est aussi, à tout moment. L’écroulement du communisme et la réunification apparente de l'Europe n'ont pas amené cette « régénération », mais simplement le prolongement d'un interregnum (interrègne), qui s'est ouvert en 1945.
Locchi a aussi, comme son ami Adriano Romualdi, défendu une idée particulière du « temps de l'histoire ». Le monde antique et les civilisations traditionnelles ont une conception cyclique de l'histoire, selon laquelle chaque moment de l'histoire est destiné à se répéter. Avec le christianisme est apparu une nouvelle conception du temps de l'histoire. Celle-ci est linéaire. Elle a un commencement, un apogée et une fin. L'histoire y a une valeur négative, car elle est provoquée par le péché originel. L'avènement du Messie est l'apogée de l'histoire et elle entraîne la rédemption, c'est-à-dire donc la libération, pour l'homme, du destin historique. Cette conception linéaire de l'histoire se retrouve ensuite laïcisée, idéologisée et théorisée par le marxisme, qui remplace le paradis par l'avènement du prolétariat.  
Au-delà de ces deux conceptions, Locchi affirme la conception « sur-humaniste » du « temps de l'histoire » : la conception sphérique. Le temps y a un caractère tridimensionnel, indissolublement lié à la dimension unidimensionnel de la conscience humaine. Ces trois dimensions sont l'actualité, ce qui est devenu, l'avenir. Ce sont elles qui déterminent l'action de l'homme. Dans la vision chrétienne, l'histoire est prédéterminée par le dessein divin. Dans la vision marxiste, elle l'est par la loi matérialiste de l'économie. Pour cette raison, suivant Locchi, seule une conception sur-humaniste, une conception tridimensionnelle, peut affirmer la liberté de l'homme, car elle rend manifeste la liberté historique de l'homme. Elle implique l’affrontement et le combat dans le cadre d'un destin à la fois héroïque et tragique. Toute action historique en vue d'une fin historique est libre, ne dépend pas d'autre chose que d'elle-même. Son issue n'est donc écrite dans aucune fatalité.

### Anti-américanisme
Giorgio Locchi est à l'origine du tournant « anti-occidentaliste », et plus spécifiquement anti-américain du GRECE et de la Nouvelle Droite, amorcé en 1975. Son long article, Il Male americano/Le Mal américain qui sera publié sous forme d'un livre co-écrit avec Alain de Benoist, est une déclaration de guerre culturelle aux États-Unis. Elle implique la recherche d'alliés potentiels d'une Europe indépendante à bâtir. Mais, contrairement aux orientations que prendra Alain de Benoist à partir de 1982, Giorgio Locchi ne versera pas dans le tiers-mondisme. 

## Œuvres
- (it) Il male americano, avec Alain de Benoist, LEDE, Roma, 1979
- (de) Die USA, Europas missratenes Kind, avec Robert de Herte (Alain de Benoist), Herbig Aktuell, 1979
- (it) L'essenza del fascismo, Edizioni del Tridente, avec, en appendice, une interview de l'auteur par Marco Tarchi, Castelnuovo Magra, 1981
- (de) Das unvergängliche Erbe, Thule-Seminar, 1981
- (it) Nietzsche, Wagner e il mito sovrumanista, préface de Paolo Isotta, Akropolis, Napoli, 1982

### Posthumes
- (it) Definizioni, Barbarossa, 2006
- (es) Konservative Revolution: Introducción al nacionalismo radical aleman, 1918-1932, avec Robert Steuckers, Ediciones Acebo Dorado, 2010
- (it) Prospettive indoeuropee, Settimo Sigillo, Roma, 2010
- (es) Definiciones : los textos que revolucionaron la cultura inconformista Europea, Molins de Rei, Barcelona Nueva República D.L., 2010
- (cs) Podstata fašismu, Délský potápěč, 2011
- (es) El enemigo americano : érase una vez América, avec Alain de Benoist, Tarragona Fides D.L., 2016
- (es) Figuras de la revolución conservadora, Tarragona Fides D.L., 2016
- (it) Su Heidegger, Settimo Sigillo-Europa Lib. Ed, dir. Adriano Scianca, 110 p., 2023  (ISBN 978-8861482579)

### En français
- L'Essence du Fascisme, préf. Guillaume Faye, Nantes, Éditions Ars Magna, coll. "Les Documents d'Ars Magna", 2011.
- « Adriano Romualdi, l'essence du fascisme et la conception sphérique du temps de l'histoire », in Philippe Baillet, Le parti de la vie : clercs et guerriers d'Europe et d'Asia, Éditions Akribeia, 2015, p. 164-179.
- Wagner, Nietzsche et le mythe surhumaniste, Paris, La Nouvelle Librairie, coll. "Agora de l'Institut Iliade", 331 p., 2022  (ISBN 978-2493898500).
- Définitions : les textes qui ont révolutionné la culture non-conforme, Paris, La Nouvelle Librairie, coll. "Agora de l'Institut Iliade", 320 p., 2022  (ISBN 978-2493898494).
- Giorgio Locchi, Guillaume Faye, Sur Heidegger et le mythe surhumaniste, Paris, La Nouvelle Librairie, coll. "Agora de l'Institut Iliade", 295 p., 2025  (ISBN 978–2‑38608–046‑3[à vérifier : ISBN invalide])